# Cepokosawit
Cepokosawit is een bestuurslaag in het regentschap Boyolali van de provincie Midden-Java, Indonesië. Cepokosawit telt 1755 inwoners (volkstelling 2010).